# Scherenfalle
Eine Scherenfalle ist eine scherenartig wirkende Knüppelfalle, die zum Totfang von Raubwild (Dachs, Fuchs, Marder) eingesetzt wird. Der obere Teil der Falle wird mit etwa 50 kg Steinen beschwert. Wenn das Raubwild den Köder in der Falle greifen will, fällt die Falle zu und tötet das Tier. 
Da konstruktionsbedingt ein tierschutzwidriger Fehlfang nicht ausgeschlossen werden kann, ist diese Art Falle nach deutschem Jagdrecht heute verboten.  